# Rosa 'Radio Times'
'Radio Times' ('AUSsal' es el nombre de la obtención registrada), es un cultivar de rosa que fue conseguido en Reino Unido en 1994 por el rosalista británico David Austin.

## Descripción
'Radio Times' es una rosa moderna cultivar del grupo « English Rose Collection ».
El cultivar procede del cruce de planta de semillero x planta de semillero.
Las formas arbustivas del cultivar tienen porte arqueado con un buen ramaje que alcanza más de 90 a 120 cm de alto con 90 a 120 cm de ancho. Las hojas son de color verde oscuro mate de tamaño medio con 5 foliolos.
Capullo puntiagudo, ovoides, redondeados. Sus delicadas flores de color rosa. Fragancia fuerte, de rosas antiguas. Flor de 95 a 100 pétalos. El diámetro medio de 2,75". Rosa mediana, muy completa (41 + pétalos), en pequeños grupos, en forma de copa a plana, forma flor pasada de moda, reflexos.
Florece de una forma prolífica, floración en oleadas a lo largo de la temporada.

## Origen
El cultivar fue desarrollado en Reino Unido por el prolífico rosalista británico David Austin en 1994. 'Radio Times' es una rosa híbrida con ascendentes parentales de cruce de planta de semillero x planta de semillero.
La obtención fue registrada bajo el nombre cultivar de 'AUSsal' por David Austin en 1994 y se le dio el nombre comercial de exhibición 'Radio Times'®.
También se le reconoce por el sinónimo de 'AUSsal'.
- La rosa fue conseguida antes de 1994 e introducida en el Reino Unido por David Austin Roses Limited (UK) en 1994 como 'Radio Times'.[1]
- La rosa 'Radio Times' fue introducida en la Unión Europea con la patente "European Union - Patent No: 338  on  2 Aug 1996/Application No: 19950472  on  24 Jul 1995/First commercialisation in EU: May 1, 1994./Expiry of protection on June 1, 2019.".[1]
- La rosa 'Radio Times' fue introducida en Estados Unidos con la patente "United States - Patent No: PP 9,525  on  30 Apr 1996/Application No: 08/404,161  on  14 Mar 1995".[1]
- La rosa 'Radio Times' fue introducida en Australia con la patente "Australia - Application No: 1998/081  on  1998".[1]

## Cultivo
Aunque las plantas están generalmente libres de enfermedades, es posible que sufran de punto negro en climas más húmedos o en situaciones donde la circulación de aire es limitada.
Se desarrollan mejor a pleno sol. En América del Norte son capaces de ser cultivadas en USDA Hardiness Zones 5b a 10b.
La resistencia y la popularidad de la variedad han visto generalizado su uso en cultivos en todo el mundo.
Puede ser utilizado para las flores cortadas, jardín o portador guía. Vigorosa. En la poda de Primavera es conveniente retirar las cañas viejas y madera muerta o enferma y recortar cañas que se cruzan. En climas más cálidos, recortar las cañas que quedan en alrededor de un tercio. En las zonas más frías, probablemente hay que podar un poco más que eso. Requiere protección contra la congelación de las heladas invernales.

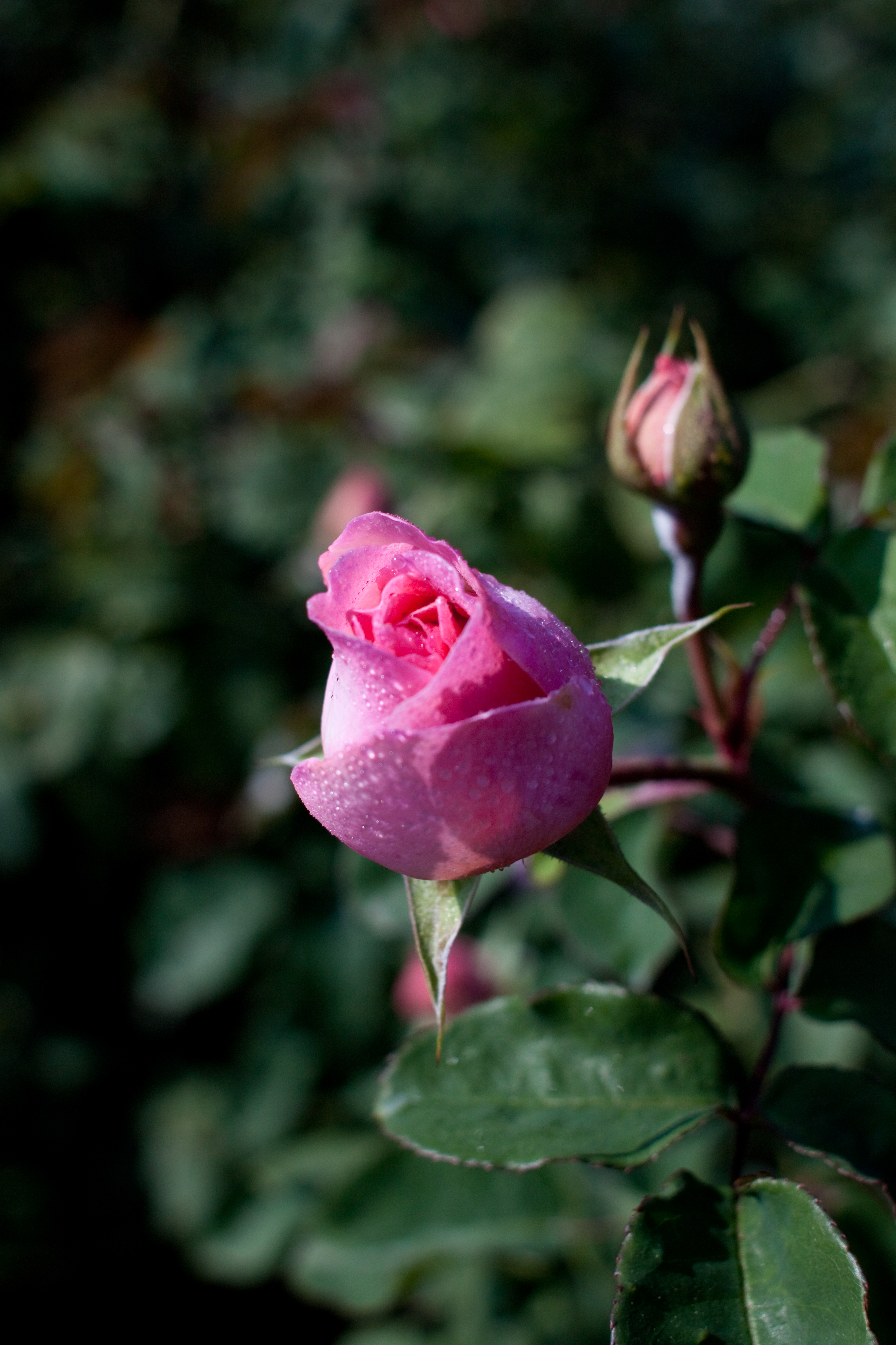
Capullo de la Rosa 'Radio Times'
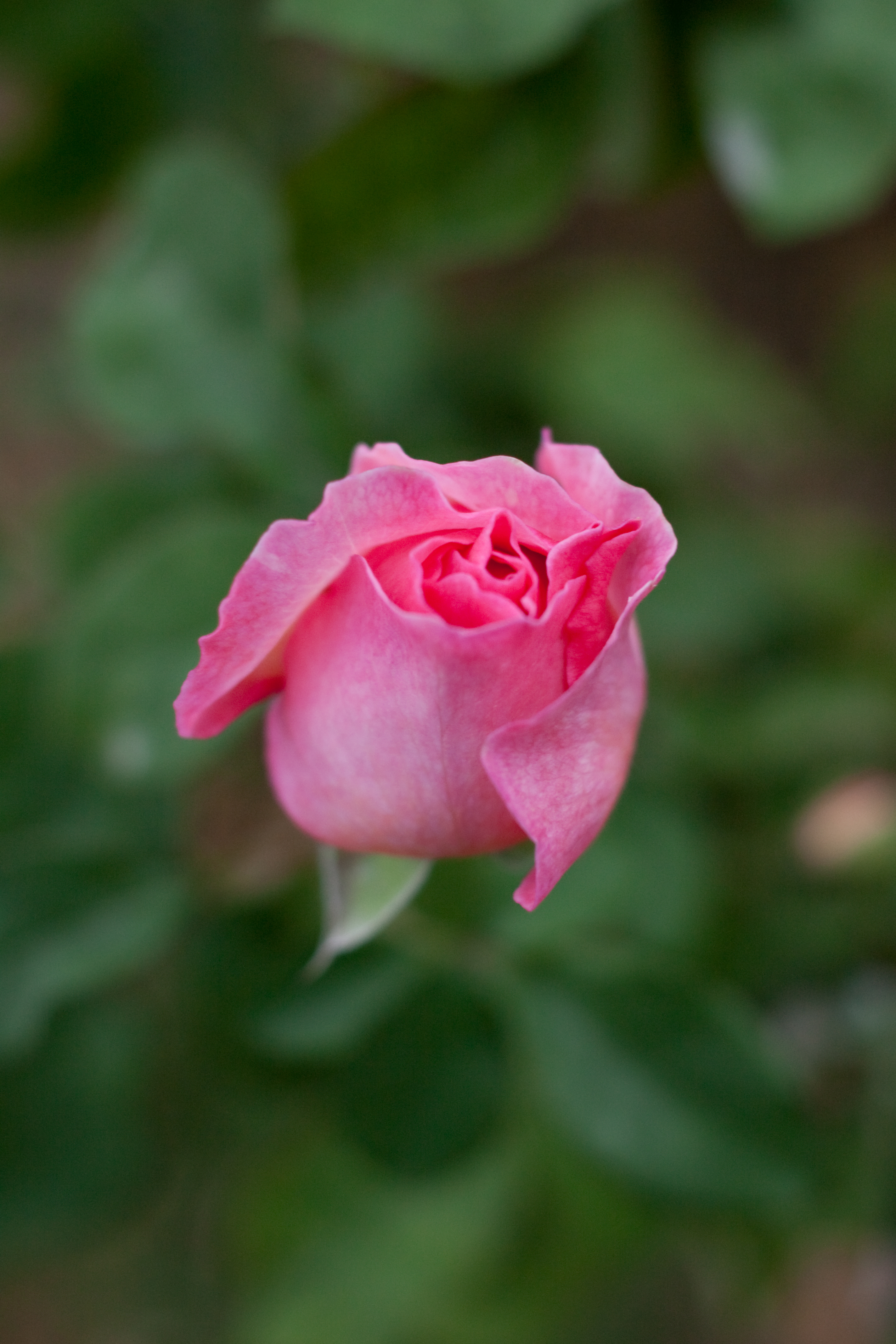
Rosa 'Radio Times'
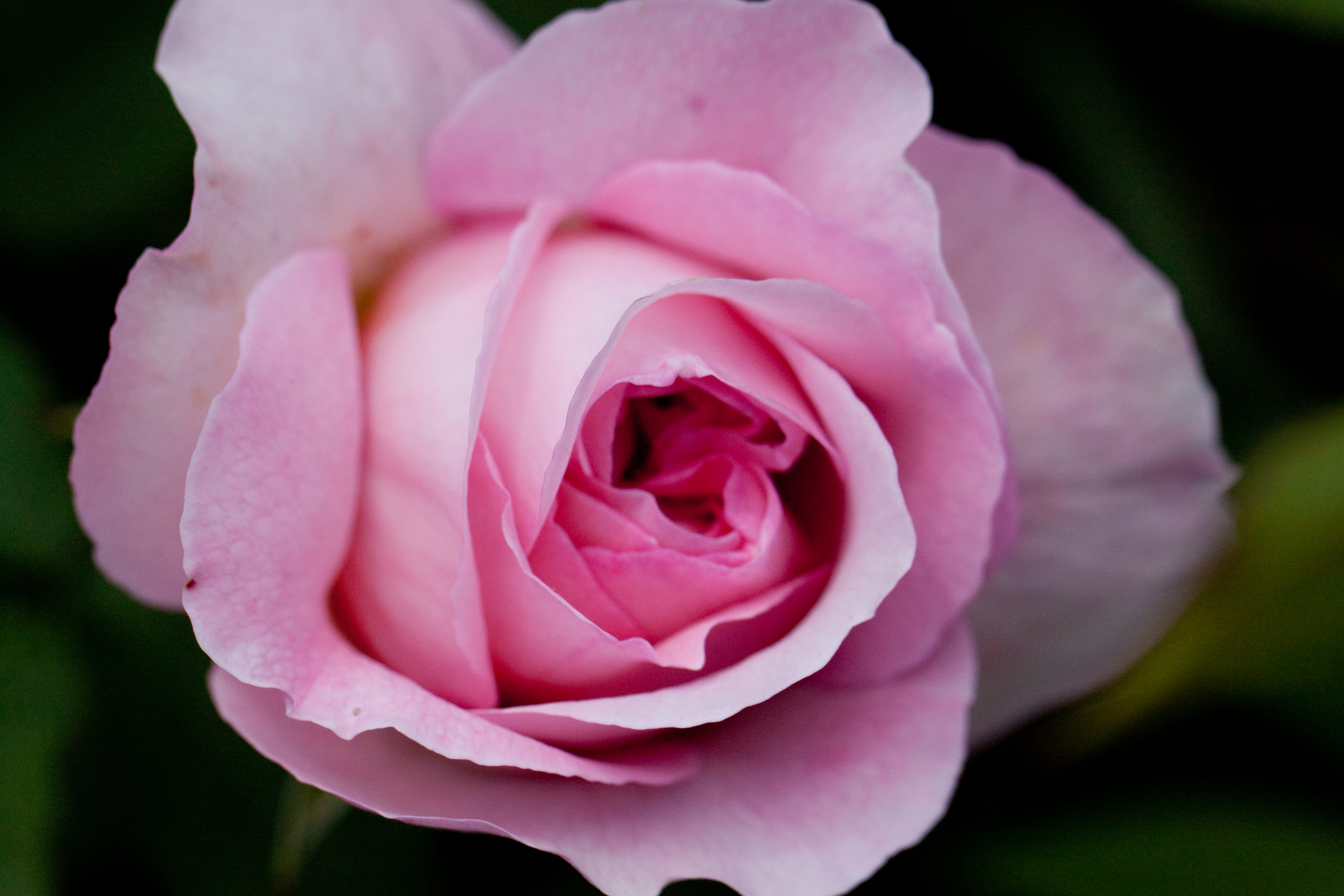
Rosa 'Radio Times'
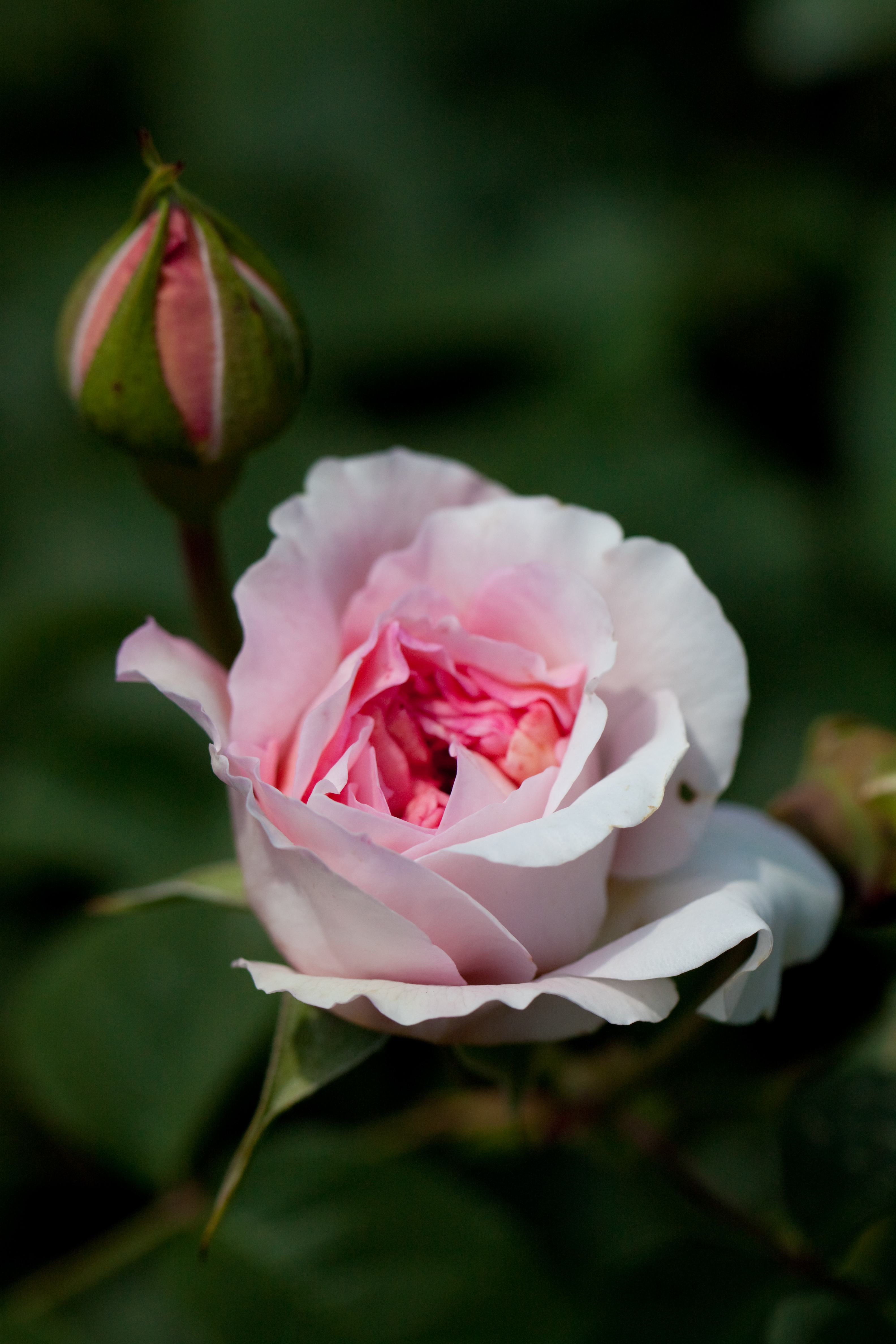
Rosa 'Radio Times'